# U źródeł muzyki Chopina
U źródeł muzyki Chopina - studyjny album w wykonaniu Zespołu Polskiego, wydany pod koniec 2010 roku. Celem albumu jest pokazanie muzyki nizinnej, polskiej, która mogła być inspiracją dla Fryderyka Chopina i przetworzenie jego muzyki na instrumenty tradycyjne, czyli ludowe i zrekonstruowane, jak suka biłgorajska czy fidel płocka. Część utworów na płycie pochodzi z poprzednich albumów zespołu (Muzyka Nizin, Oj chmielu...), ale zostały one poddane cyfrowej obróbce, która wydatnie poprawiła ich jakość.

## Lista utworów
1. Chopin - Mazurek Op. 68 nr 3
2. Chopin - Mazurek Op. 24 nr 1
3. Chopin - Mazurek Op. 33 nr 2
4. Lament
5. Chorea Polonica
6. Sosna
7. Chopin - Mazurek Op. 68 nr 2
8. Chopin - Mazurek Op. 56 nr 2
9. Chopin - Mazurek Op. 67 nr 3
10. Chopin - Mazurek Op. 67 nr 1
11. Nabożna i święta żona
12. Chopin - Mazurek Op. 24 nr 2
13. Lipa
14. Oberek "prztykany"
15. Polka
16. Na dobranoc
17. Hej św. Jónie
18. Wyrwany
19. Chopin - Mazurek Op. 68 nr 1
20. Wiosna
21. Chopin - Mazurek Op. 56
22. O Janie, Janie
23. Oberek

## Skład
- Maria Pomianowska - śpiew, suka biłgorajska, fidel płocka, sarangi, suka basowa
- Małgorzata Szarlik - skrzypce żłobione, chórki
- Marta Maślanka - cymbały, chórki
- Bartłomiej Pałyga - bas, śpiew alikwotowy, koncovka
- Robert Siwak - bębny
- Sebastian Wielądek - lira korbowa, dudy, duduk, szałamaja

A także gościnnie:
- Paweł Iwaszkiewicz - flety
- Józef Czarnecki - bas
- Paweł Budkiewicz - gitara
- Shintsuke Fujimura - wiolonczela
- Tomasz Sobaniec - marimba
- Piotr Gliński - bęben
- Jerzy Burdzy - bas
- Paweł Kobus - flet
- Weronika Grozdew - śpiew

## Dodatkowe informacje
- Opracowania utworów - Maria Pomianowska
- Produkcja - Paweł Betley, Maria Pomianowska
- Realizacja - Paweł Betley, Paweł Budkiewicz, Ewa Guziołek, Andrzej Rewak
- Mastering - Paweł Betley
- Projekt graficzny - Ewa Kossakowska
- Wydawca - Agencja Artystyczna Musart
- Patron medialny - Program II Polskiego Radia